# Круглоголовка-вертихвостка
Круглоголовка-вертихвостка (лат. Phrynocephalus guttatus) — вид ящериц семейства агамовые.

## Описание
Небольшая ящерица с длиной тела (без хвоста) до 6 см, хвоста — до 8,2 см. Масса тела до 5 г. Голова характерной формы, с покатым передним краем. Ноздри сверху видны. На верхней части шеи нет поперечной кожной складки. Чешуи в основном гладкие, но увеличенные чешуи вдоль хребта имеют рёбрышки, концы которых приподняты. Длинный четвёртый палец задней ноги покрыт снизу рядом подпальцевых пластинок с 2—3 рядами рёбрышек.
Окраска и рисунок ящериц варьирует от песочно-серого до буровато-серого в зависимости от субстрата. На спине заметны светлые пятна и точки, часто с чёрной окантовкой. Обычно имеется 2—3 ряда тёмных поперечных полос. Нижняя часть тела белая. Хвост снизу с 2—7 чёрными поперечными полосами и чёрным кончиком. У молодых особей преанальная область часто лимонно-жёлтая или светло-оранжевая.

## Распространение
Распространена преимущественно в пустынях и полупустынях умеренного пояса. Обитает на юге европейской части России, в Западном и Центральном Казахстане, Узбекистане (Каракалпакстан, Бельтау, Устюрт) и северной Туркмении (Капланкыр, Казахлышор, Узыншор). Ранее к этому виду относили также круглоголовок из других частей Центральной Азии, сейчас выделяемых в отдельные виды.
В России популяции этого вида известны из Дагестана, Калмыкии, Ставропольского края, Астраханской и Волгоградской областей. При этом в Волгоградской области известна лишь одна популяция вида на Голубинских песках, изолированная от основного ареала.

## Образ жизни и поведение
Встречаются преимущественно на песках с разреженной растительностью. Сыпучих барханов избегают. Круглоголовки территориальны, занимая крупные индивидуальные участки. Участки самцов крупнее, чем участки самок, и могут включать несколько последних. Туда допускаются лишь молодые особи, что является проявлением территориальной полигамии.
Роют наклонные норы, чаще всего у основания кустов, длиной до 20 см, которые заканчиваются расширением. При этом летом норы почти не используют, закапываясь на ночь в песок боковыми движениями тела. Зимуют в норах у подножия барханов и котловинах выдувания на глубине 1,5—2 м.

### Питание
Основу рациона составляют насекомые, чаще муравьи и жуки, а также прямокрылые, двукрылые, клопы, пауки, бабочки и гусеницы. Иногда в их желудках находят листья и семена, а также песок и камешки.

### Активность
Активна с середины марта по октябрь. После зимовки молодые ящерицы совершают весенние миграции для расселения. Весной и осенью наиболее активны в середине дня, а летом — утром и вечером. В это время взрослые круглоголовки появляются на поверхности с интервалом в 1—5 дней.

### Размножение
Половой зрелости достигают в 12—13 месяцев. Самки начинают размножаться при длине туловища не менее 4 мм. Брачный сезон начинается в конце апреля — начале мая. Откладывание яиц происходит с мая по июнь, обычно по 2—3 яйца в кладке. Иногда самки могут делать по 2 кладки за сезон. Инкубация яиц длится 50-60 дней. Молодняк вылупляется с середины июля по сентябрь. Длина туловища вышедших из яиц ящериц 1,8—2,5 см (общая длина с хвостом — до 8 см), а масса тела до 0,65 г.

### Поведение
Быстро бегают. Могут прыгать на 20 сантиметров в высоту. Яркая особенность поведения круглоголовок-вертихвосток, отражённая в их русскоязычном видовом названии — частые закручивания хвоста, используемые для передачи информации сородичам. Общий окрас делает их неприметными на фоне окружающей местности. Особые же движения, открывающие окраску нижней части хвоста, помогают находить партнёров или оповещать чужих о принадлежности территории.

## Охрана
Вид занесён в Красные книги Волгоградской области (категория 3), Калмыкии (категория 2) и Ставропольского края (категория 3).

## Таксономия
Впервые круглоголовка-вертихвостка была описана Иваном Ивановичем Лепёхиным в его «Дневных записках путешествия» как представитель рода Lacerta. Однако Лепёхин не присвоил этой ящерице биноминальное название, потому автором описания вида считается Иоганн Фридрих Гмелин, который предложил для него латинское название Lacerta guttata в отредактированном им издании Systema naturae Линнея. В 1802 году Франсуа-Мари Доден отнёс вид к роду Agama. Наконец, в 1827 Иоганн Якоб Кауп поместил вид в род Phrynocephalus, описанный им же двумя годами ранее. Типовым видом этого рода является Lacerta caudivolvula, описанная Петром Симоном Палласом и в настоящее время признанная младшим синонимом Phrynocephalus guttatus.
База данных The Reptile Database признаёт 5 подвидов круглоголовки-вертихвостки:
- Phrynocephalus guttatus alpherakii Bedriaga, 1906
- Phrynocephalus guttatus guttatus (Gmelin, 1789)
- Phrynocephalus guttatus melanurus Eichwald, 1831
- Phrynocephalus guttatus moltschanowi Nikolsky, 1913
- Phrynocephalus guttatus salsatus Gorelov, Dunayev & Kotenko in Golubev 1995

Вместе с тем, некоторые из этих форм, предложено выделить в отдельные виды. Так, популяции Прибалхашья рассматриваются как отдельные виды Ph. kuschakewitschi и Ph. incertus, а популяции долины реки Или в пределах Казахстана и Китая считаются отдельным видом Ph. alpherakii. Популяции Зайсанской котловины, Джунгарских ворот и Синьцзян-Уйгурского Автономного Района в Китае относят к виду Ph. melanurus.